# Araneus parvus
Araneus parvus är en spindelart som först beskrevs av Karsch 1878.  Araneus parvus ingår i släktet Araneus, och familjen hjulspindlar.
Artens utbredningsområde är Sydaustralien. Inga underarter finns listade i Catalogue of Life.